# Persone di nome Markus
| Questa pagina contiene informazioni ricavate automaticamente dalle voci biografiche con l'ausilio del template Bio e di un bot. L'aggiornamento è periodico e automatico e ricostruisce completamente la pagina. Se manca una persona in questa lista, sei pregato di non aggiungerla, ma accertati piuttosto che la sua voce biografica contenga il template Bio e che i dati anagrafici siano correttamente compilati. Se il template Bio manca, inseriscilo tu stesso o, in alternativa, metti l'avviso {{tmp\|Bio}} che ne segnala la mancanza. Se i dati riportati sono sbagliati, correggi direttamente la voce biografica; le modifiche saranno visibili in questa lista entro pochi giorni. Per chiarimenti vedi il progetto antroponimi. La lista contiene solo le 186 persone che sono citate nell'enciclopedia e per le quali è stato implementato correttamente il template Bio. Pagina aggiornata al 22 lug 2025. |

Questa è una lista di persone presenti nell'enciclopedia che hanno il nome Markus, suddivise per attività principale.

## Agenti segreti(1)
- Markus Wolf, agente segreto tedesco-orientale (Hechingen, n. 1923 - Berlino, † 2006)

## Allenatori di calcio(12)
- Markus Anfang, allenatore di calcio e ex calciatore tedesco (Colonia, n. 1974)
- Markus Babbel, allenatore di calcio e ex calciatore tedesco (Monaco di Baviera, n. 1972)
- Markus Brzenska, allenatore di calcio e ex calciatore tedesco (Lünen, n. 1984)
- Markus Feldhoff, allenatore di calcio e ex calciatore tedesco (Oberhausen, n. 1974)
- Markus Gisdol, allenatore di calcio e ex calciatore tedesco (Geislingen, n. 1969)
- Markus Kauczinski, allenatore di calcio tedesco (Gelsenkirchen, n. 1970)
- Markus Miller, allenatore di calcio e ex calciatore tedesco (Lindenberg im Allgäu, n. 1982)
- Markus Neumayr, allenatore di calcio e ex calciatore tedesco (Hösbach, n. 1986)
- Markus Palionis, allenatore di calcio e ex calciatore lituano (Kaunas, n. 1987)
- Markus Schopp, allenatore di calcio e ex calciatore austriaco (Graz, n. 1974)
- Markus Weinzierl, allenatore di calcio e ex calciatore tedesco (Straubing, n. 1974)
- Markus von Ahlen, allenatore di calcio e ex calciatore tedesco (Bergisch Gladbach, n. 1971)

## Allenatori di sci alpino(1)
- Markus Eberle, allenatore di sci alpino e ex sciatore alpino austriaco (Mittelberg, n. 1969)

## Arbitri di calcio(3)
- Markus Hameter, arbitro di calcio austriaco (Tulln an der Donau, n. 1980)
- Markus Merk, ex arbitro di calcio tedesco (Kaiserslautern, n. 1962)
- Markus Strömbergsson, arbitro di calcio svedese (Gävle, n. 1975)

## Arrampicatori(1)
- Markus Bock, arrampicatore tedesco (Bamberga, n. 1979)

## Artisti(1)
- Markus Oehlen, artista tedesco (Krefeld, n. 1956)

## Astronomi(1)
- Markus Griesser, astronomo svizzero (n. 1949)

## Atleti paralimpici(2)
- Markus Pilz, atleta paralimpico tedesco (n. 1962 - Kreuztal, † 2014)
- Markus Rehm, atleta paralimpico tedesco (Göppingen, n. 1988)

## Attori(6)
- Markus Baumeister, attore tedesco (Altötting, n. 1975)
- Markus Böttcher, attore tedesco (Hennef, n. 1964)
- Markus Flanagan, attore statunitense (Bryn Mawr, n. 1964)
- Markus Frank, attore tedesco (Bad Kreuznach, n. 1972)
- Markus Schleinzer, attore e regista austriaco (Vienna, n. 1971)
- Markus Zohner, attore e regista teatrale svizzero (Monaco di Baviera, n. 1963)

## Autori di videogiochi(1)
- Markus Persson, autore di videogiochi e imprenditore svedese (Stoccolma, n. 1979)

## Banchieri(1)
- Markus Fugger, banchiere e mercante tedesco (Augusta, n. 1529 - Augusta, † 1597)

## Baritoni(1)
- Markus Werba, baritono austriaco (Hermagor, n. 1973)

## Bassisti(1)
- Markus Großkopf, bassista tedesco (Amburgo, n. 1965)

## Biatleti(1)
- Markus Windisch, ex biatleta italiano (Brunico, n. 1984)

## Bobbisti(4)
- Markus Nüssli, bobbista svizzero (n. 1971)
- Markus Sammer, bobbista austriaco (n. 1988)
- Markus Wasser, ex bobbista svizzero (Aarau, n. 1968)
- Markus Zimmermann, bobbista tedesco (Berchtesgaden, n. 1964)

## Calciatori(44)
- Markus Berger, ex calciatore austriaco (Salisburgo, n. 1985)
- Markus Blutsch, calciatore austriaco (Linz, n. 1995)
- Markus Daun, ex calciatore tedesco (Eschweiler, n. 1980)
- Markus Felfernig, ex calciatore austriaco (Salisburgo, n. 1983)
- Markus Feulner, ex calciatore tedesco (Scheßlitz, n. 1982)
- Markus Halsti, ex calciatore finlandese (Helsinki, n. 1984)
- Markus Happe, ex calciatore tedesco (Münster, n. 1972)
- Markus Haris Maulana, calciatore indonesiano (Pangkalan Brandan, n. 1981)
- Markus Heikkinen, ex calciatore finlandese (Katrineholm, n. 1978)
- Markus Henriksen, ex calciatore norvegese (Trondheim, n. 1992)
- Markus Heppke, ex calciatore tedesco (Essen, n. 1986)
- Markus Jonsson, ex calciatore svedese (Växjö, n. 1981)
- Markus Jürgenson, ex calciatore estone (Tartu, n. 1987)
- Markus Kaasa, calciatore norvegese (n. 1997)
- Markus Karl, calciatore tedesco (Vilsbiburg, n. 1986)
- Markus Karlsson, ex calciatore svedese (n. 1972)
- Markus Karlsson, calciatore svedese (Stoccolma, n. 2004)
- Markus Katzer, ex calciatore austriaco (Vienna, n. 1979)
- Markus Kolke, calciatore tedesco (Erlenbach am Main, n. 1990)
- Markus Kranz, ex calciatore tedesco (Spira, n. 1969)
- Markus Kreuz, ex calciatore tedesco (Ingelheim am Rhein, n. 1977)
- Markus Kuster, calciatore austriaco (Kittsee, n. 1994)
- Markus Lackner, calciatore austriaco (Baden, n. 1991)
- Markus López, ex calciatore messicano (Città del Messico, n. 1972)
- Markus Mendler, calciatore tedesco (Memmingen, n. 1993)
- Markus Münch, ex calciatore tedesco (Nußloch, n. 1972)
- Markus Nakkim, calciatore norvegese (Oslo, n. 1996)
- Markus Oberleitner, ex calciatore tedesco (Monaco di Baviera, n. 1973)
- Markus Paija, ex calciatore finlandese (Helsinki, n. 1974)
- Markus Pavic, calciatore austriaco (Vienna, n. 1995)
- Markus Pink, calciatore austriaco (Klagenfurt, n. 1991)
- Markus Poom, calciatore estone (Derby, n. 1999)
- Markus Pröll, ex calciatore tedesco (Rheinbach, n. 1979)
- Markus Schmidt, ex calciatore austriaco (Wiener Neustadt, n. 1977)
- Markus Schroth, ex calciatore tedesco (Karlsruhe, n. 1975)
- Markus Schubert, calciatore tedesco (Freiberg, n. 1998)
- Markus Solbakken, calciatore norvegese (Hamar, n. 2000)
- Markus Soomets, calciatore estone (Tartu, n. 2000)
- Markus Steinhöfer, ex calciatore tedesco (Weißenburg in Bayern, n. 1986)
- Markus Suttner, ex calciatore austriaco (Hollabrunn, n. 1987)
- Markus Thorandt, ex calciatore tedesco (Augusta, n. 1981)
- Markus Weissenberger, ex calciatore austriaco (Lauterach, n. 1975)
- Markus Wostry, calciatore austriaco (Vienna, n. 1992)
- Markus Wuckel, ex calciatore tedesco orientale (n. 1967)

## Canoisti(1)
- Markus Oscarsson, canoista svedese (Västerås, n. 1977)

## Canottieri(1)
- Markus Gier, ex canottiere svizzero (San Gallo, n. 1970)

## Cantanti(3)
- Mark Feehily, cantante irlandese (Sligo, n. 1980)
- Markus, cantante e attore tedesco (Bad Camberg, n. 1959)
- Markus Riva, cantante e conduttore televisivo lettone (Talsi, n. 1986)

## Cestisti(4)
- Markus Bernhard, cestista e pallamanista tedesco (n. 1921 - Monaco di Baviera, † 2002)
- Markus Howard, cestista statunitense (Morristown, n. 1999)
- Markus Kennedy, cestista statunitense (Yeadon, n. 1991)
- Markus Lončar, cestista bosniaco (Livno, n. 1996)

## Chitarristi(1)
- Markus Reuter, chitarrista, compositore e produttore discografico tedesco (Lippstadt, n. 1972)

## Ciclisti su strada(7)
- Markus Eibegger, ex ciclista su strada austriaco (Knittelfeld, n. 1984)
- Markus Eichler, ex ciclista su strada tedesco (Varel, n. 1982)
- Markus Fothen, ex ciclista su strada tedesco (Neuss, n. 1981)
- Markus Hoelgaard, ciclista su strada norvegese (Stavanger, n. 1994)
- Markus Pajur, ciclista su strada, ciclocrossista e mountain biker estone (Kiili, n. 2000)
- Markus Wildauer, ex ciclista su strada austriaco (Schlitters, n. 1998)
- Markus Zberg, ex ciclista su strada svizzero (Altdorf, n. 1974)

## Compositori(1)
- Markus Fagerudd, compositore finlandese (Jakobstad, n. 1971)

## Culturisti(1)
- Markus Rühl, culturista tedesco (Darmstadt, n. 1972)

## Dirigenti sportivi(2)
- Markus Krösche, dirigente sportivo, allenatore di calcio e ex calciatore tedesco (Hannover, n. 1980)
- Markus Schupp, dirigente sportivo, allenatore di calcio e ex calciatore tedesco (Idar-Oberstein, n. 1966)

## Disc jockey(2)
- Mark Spoon, disc jockey tedesco (Francoforte sul Meno, n. 1966 - Berlino, † 2006)
- Markus Schulz, disc jockey tedesco (Eschwege, n. 1975)

## Discoboli(1)
- Markus Münch, discobolo tedesco (n. 1986)

## Fisici(1)
- Markus Fierz, fisico svizzero (Basilea, n. 1912 - Küsnacht, † 2006)

## Fondisti(2)
- Markus Gandler, ex fondista austriaco (Kitzbühel, n. 1965)
- Markus Hasler, ex fondista liechtensteinese (Eschen, n. 1971)

## Geografi(1)
- Markus Neteler, geografo e programmatore tedesco (Thuine, n. 1969)

## Giocatori di baseball(1)
- Mookie Betts, giocatore di baseball statunitense (Brentwood, n. 1992)

## Giocatori di curling(1)
- Markus Eggler, ex giocatore di curling svizzero (Thun, n. 1969)

## Giocatori di football americano(7)
- Markus Bailey, giocatore di football americano statunitense (n. 1997)
- Markus Golden, ex giocatore di football americano statunitense (St. Louis, n. 1991)
- Markus Kuhn, ex giocatore di football americano tedesco (Weinheim, n. 1986)
- Markus Persson, giocatore di football americano svedese (Ystad, n. 1992)
- Markus Schaberl, giocatore di football americano austriaco (n. 1996)
- Markus Wheaton, giocatore di football americano statunitense (Chandler, n. 1991)
- Markus White, giocatore di football americano statunitense (West Palm Beach, n. 1987)

## Giornalisti(1)
- Markus Perwanger, giornalista, conduttore televisivo e politico italiano (Bolzano, n. 1955)

## Hockeisti su ghiaccio(5)
- Markus Brunner, ex hockeista su ghiaccio italiano (Merano, n. 1973)
- Markus Eisenschmid, hockeista su ghiaccio tedesco (Marktoberdorf, n. 1995)
- Markus Gander, ex hockeista su ghiaccio italiano (Vipiteno, n. 1989)
- Markus Hafner, ex hockeista su ghiaccio italiano (Bolzano, n. 1984)
- Markus Näslund, ex hockeista su ghiaccio svedese (Örnsköldsvik, n. 1973)

## Imprenditori(2)
- Markus Braun, imprenditore austriaco (n. 1969)
- Markus Villig, imprenditore estone (n. 1993)

## Lottatori(1)
- Markus Scherer, ex lottatore tedesco (Ludwigshafen am Rhein, n. 1962)

## Martellisti(1)
- Markus Esser, ex martellista tedesco (Leverkusen, n. 1980)

## Medici(2)
- Markus Herz, medico e filosofo tedesco (Berlino, n. 1747 - Berlino, † 1803)
- Markus Mosse, medico tedesco (Mirosławiec, n. 1808 - Grodzisk Wielkopolski, † 1865)

## Mezzofondisti(1)
- Markus Ryffel, ex mezzofondista svizzero (Stäfa, n. 1955)

## Militari(1)
- Markus Röist, ufficiale svizzero (Zurigo, n. 1454 - Roma, † 1524)

## Multiplisti(1)
- Markus Rooth, multiplista norvegese (n. 2001)

## Nuotatori(3)
- Markus Deibler, ex nuotatore tedesco (Biberach an der Riß, n. 1990)
- Markus Rogan, ex nuotatore austriaco (Vienna, n. 1982)
- Markus Thormeyer, nuotatore canadese (Newmarket, n. 1997)

## Pallavolisti(1)
- Markus Steuerwald, pallavolista tedesco (Wolfach, n. 1989)

## Pianisti(2)
- Markus Hinterhäuser, pianista austriaco (La Spezia, n. 1958)
- Markus Pawlik, pianista tedesco (Brema, n. 1966)

## Piloti automobilistici(1)
- Markus Winkelhock, pilota automobilistico tedesco (Stoccarda, n. 1980)

## Piloti motociclistici(2)
- Markus Ober, pilota motociclistico tedesco (Trostberg, n. 1975)
- Markus Reiterberger, pilota motociclistico tedesco (Trostberg, n. 1994)

## Pittori(3)
- Markus Lüpertz, pittore, scultore e fotografo tedesco (Reichenberg, n. 1941)
- Markus Raetz, pittore, illustratore e scultore svizzero (Büren an der Aare, n. 1941 - Berna, † 2020)
- Mark Rothko, pittore statunitense (Daugavpils, n. 1903 - New York, † 1970)

## Politici(5)
- Markus Büchel, politico liechtensteinese (Eschen, n. 1959 - Ruggell, † 2013)
- Markus Feldmann, politico svizzero (Thun, n. 1897 - Berna, † 1958)
- Mark Harbers, politico olandese (Ede, n. 1969)
- Markus Söder, politico tedesco (Norimberga, n. 1967)
- Markus Wallner, politico austriaco (Bludenz, n. 1967)

## Procuratori sportivi(1)
- Markus Kiesenebner, procuratore sportivo e ex calciatore austriaco (Linz, n. 1979)

## Pugili(1)
- Markus Beyer, pugile tedesco (Erlabrunn, n. 1971 - Berlino, † 2018)

## Registi(1)
- Markus Imhoof, regista e sceneggiatore svizzero (Winterthur, n. 1941)

## Religiosi(1)
- Joseph Odermatt, religioso svizzero (Stans, n. 1966)

## Saltatori con gli sci(3)
- Markus Eggenhofer, ex saltatore con gli sci austriaco (Radstadt, n. 1987)
- Markus Eisenbichler, saltatore con gli sci tedesco (Bad Reichenhall, n. 1991)
- Markus Schiffner, saltatore con gli sci austriaco (Linz, n. 1992)

## Scacchisti(1)
- Markus Ragger, scacchista austriaco (Klagenfurt, n. 1988)

## Sciatori alpini(9)
- Markus Dürager, ex sciatore alpino austriaco (Radstadt, n. 1990)
- Markus Foser, ex sciatore alpino liechtensteinese (Vaduz, n. 1968)
- Markus Nordgård Fossland, ex sciatore alpino norvegese (n. 1999)
- Markus Ganahl, ex sciatore alpino liechtensteinese (Vaduz, n. 1975)
- Markus Herrmann, ex sciatore alpino svizzero (Saanen, n. 1972)
- Markus Maier, ex sciatore alpino austriaco (n. 1984)
- Markus Nilsen, ex sciatore alpino norvegese (n. 1989)
- Markus Vogel, ex sciatore alpino svizzero (Beckenried, n. 1984)
- Markus Wasmeier, ex sciatore alpino tedesco (Schliersee, n. 1963)

## Sciatori freestyle(1)
- Markus Eder, sciatore freestyle italiano (Brunico, n. 1990)

## Scrittori(3)
- Markus Heitz, scrittore e giornalista tedesco (Homburg, n. 1971)
- Markus Werner, scrittore svizzero (Eschlikon, n. 1944 - Sciaffusa, † 2016)
- Markus Zusak, scrittore australiano (Sydney, n. 1975)

## Slittinisti(4)
- Markus Kleinheinz, ex slittinista austriaco (Neustift im Stubaital, n. 1976)
- Markus Prock, ex slittinista e manager austriaco (Innsbruck, n. 1964)
- Markus Schiegl, ex slittinista austriaco (Kufstein, n. 1975)
- Markus Schmidt, ex slittinista austriaco (Innsbruck, n. 1968)

## Storici delle religioni(1)
- Markus Vinzent, storico delle religioni tedesco (Saarbrücken, n. 1959)

## Tennisti(4)
- Markus Günthardt, ex tennista svizzero (Zurigo, n. 1957)
- Markus Hantschk, ex tennista tedesco (Dachau, n. 1977)
- Markus Hipfl, ex tennista austriaco (Wels, n. 1978)
- Markus Zoecke, ex tennista tedesco (Berlino, n. 1968)

## Trombettisti(1)
- Markus Stockhausen, trombettista e compositore tedesco (Colonia, n. 1957)

## Velocisti(1)
- Markus Fuchs, velocista austriaco (n. 1995)

## Vescovi cattolici(2)
- Markus Büchel, vescovo cattolico svizzero (Rüthi, n. 1949)
- Markus Glaser, vescovo cattolico rumeno (Šyrokolanivka, n. 1880 - Iași, † 1950)

## Senza attività specificata(2)
- Markus Malin, ex snowboarder finlandese (Lahti, n. 1987)
- Markus Schairer, ex snowboarder austriaco (Bludenz, n. 1987)